# Alpiner South American Cup 2019
Die Saison 2019 des alpinen South American Cups wurde von Anfang August bis Anfang Oktober 2019 an sechs Austragungsorten in Argentinien und Chile veranstaltet und war – wie auch die anderen Kontinentalrennserien des internationalen Ski-Verbandes FIS – ein Unterbau zum Weltcup. Sie zählt laut FIS-Regularien bereits zur jahresübergreifenden Wettbewerbssaison 2019/20. Für Herren und Damen wurden jeweils 15 Rennen am selben Ort organisiert. 

## Cupwertungen

### Gesamt
| Rang | Athlet                         | Punkte |
| ---- | ------------------------------ | ------ |
| 1    | Cristian Javier Simari Birkner | 892    |
| 2    | Henrik von Appen               | 720    |
| 3    | Simon Breitfuss Kammerlander   | 600    |
| 4    | Andres Figueroa                | 597    |
| 5    | Juan Pablo Vallecillo          | 558    |

| Rang | Athletin                   | Punkte |
| ---- | -------------------------- | ------ |
| 1    | Jelena Jakowischina        | 1194   |
| 2    | Mialitiana Clerc           | 1014   |
| 3    | Macarena Simari Birkner    | 986    |
| 4    | María Belén Simari Birkner | 759    |
| 5    | Angélica Simari Birkner    | 485    |

### Abfahrt
| Rang | Athlet                         | Punkte |
| ---- | ------------------------------ | ------ |
| 1    | Cristian Javier Simari Birkner | 280    |
| 2    | Henrik von Appen               | 240    |
| 3    | Juan Pablo Vallecillo          | 180    |
| 4    | Simon Breitfuss Kammerlander   | 150    |
| 5    | Sven von Appen                 | 145    |

| Rang | Athletin                   | Punkte |
| ---- | -------------------------- | ------ |
| 1    | Jelena Jakowischina        | 300    |
| 2    | Macarena Simari Birkner    | 220    |
| 3    | Mialitiana Clerc           | 190    |
| 4    | María Belén Simari Birkner | 150    |
| 5    | Angélica Simari Birkner    | 145    |

### Super-G
| Rang | Athlet                         | Punkte |
| ---- | ------------------------------ | ------ |
| 1    | Henrik von Appen               | 300    |
| 2    | Simon Breitfuss Kammerlander   | 200    |
| 3    | Andres Figueroa                | 175    |
| 4    | Sven von Appen                 | 160    |
| 5    | Juan Pablo Vallecillo          | 85     |
| 5    | Cristian Javier Simari Birkner | 85     |

| Rang | Athletin                   | Punkte |
| ---- | -------------------------- | ------ |
| 1    | Jelena Jakowischina        | 300    |
| 2    | Macarena Simari Birkner    | 240    |
| 3    | Mialitiana Clerc           | 180    |
| 4    | María Belén Simari Birkner | 150    |
| 5    | Angélica Simari Birkner    | 135    |

### Riesenslalom
| Rang | Athlet                         | Punkte |
| ---- | ------------------------------ | ------ |
| 1    | Alejandro Puente Tasias        | 215    |
| 2    | Andres Figueroa                | 180    |
| 3    | Cristian Javier Simari Birkner | 163    |
| 4    | Lars Kuonen                    | 160    |
| 5    | Albert Ortega                  | 120    |

| Rang | Athletin                   | Punkte |
| ---- | -------------------------- | ------ |
| 1    | Jelena Jakowischina        | 230    |
| 2    | Mialitiana Clerc           | 224    |
| 3    | María Belén Simari Birkner | 170    |
| 4    | Macarena Simari Birkner    | 130    |
| 5    | Jana Suau                  | 116    |

### Slalom
| Rang | Athlet                         | Punkte |
| ---- | ------------------------------ | ------ |
| 1    | Lars Kuonen                    | 262    |
| 2    | Juan Del Campo                 | 240    |
| 3    | Aingeru Garay                  | 156    |
| 4    | Cristian Javier Simari Birkner | 144    |
| 5    | Alejandro Puente Tasias        | 130    |

| Rang | Athletin                   | Punkte |
| ---- | -------------------------- | ------ |
| 1    | Mialitiana Clerc           | 280    |
| 2    | Macarena Simari Birkner    | 256    |
| 3    | María Belén Simari Birkner | 189    |
| 4    | Jelena Jakowischina        | 164    |
| 5    | Jana Suau                  | 120    |

### Kombination
| Rang | Athlet                         | Punkte |
| ---- | ------------------------------ | ------ |
| 1    | Henrik von Appen               | 180    |
| 2    | Cristian Javier Simari Birkner | 160    |
| 3    | Simon Breitfuss Kammerlander   | 140    |
| 4    | Juan Pablo Vallecillo          | 95     |
| 4    | Sven von Appen                 | 95     |

| Rang | Athletin                   | Punkte |
| ---- | -------------------------- | ------ |
| 1    | Jelena Jakowischina        | 200    |
| 2    | Mialitiana Clerc           | 140    |
| 2    | Macarena Simari Birkner    | 140    |
| 4    | María Belén Simari Birkner | 100    |
| 5    | Angélica Simari Birkner    | 90     |

## Podestplatzierungen Herren
| Datum      | Ort                  | Disziplin    | 1. Platz                       | 2. Platz                       | 3. Platz                       |
| ---------- | -------------------- | ------------ | ------------------------------ | ------------------------------ | ------------------------------ |
| 05.08.2019 | Cerro Catedral (ARG) | Riesenslalom | Alejandro Puente Tasias        | Leonidas Karavasili            | Kay Holscher                   |
| 08.08.2019 | Cerro Catedral (ARG) | Slalom       | Juan Del Campo                 | Lars Kuonen                    | Aingeru Garay                  |
| 12.08.2019 | El Bolsón (ARG)      | Slalom       | Juan Del Campo                 | Aingeru Garay                  | Cristian Javier Simari Birkner |
| 15.08.2019 | Chapelco (ARG)       | Riesenslalom | Alejandro Puente Tasias        | Dionys Kippel                  | Albert Ortega                  |
| 17.09.2019 | Cerro Castor (ARG)   | Slalom       | Robin Buffet                   | Alejandro Puente Tasias        | Joaquim Salarich               |
| 18.09.2019 | Cerro Castor (ARG)   | Riesenslalom | Thibaut Favrot                 | Iwan Kusnezow                  | Albert Ortega                  |
| 25.09.2019 | Antillanca (CHI)     | Riesenslalom | Andres Figueroa                | Lars Kuonen                    | Nicolas Pirozzi                |
| 27.09.2019 | Antillanca (CHI)     | Slalom       | Lars Kuonen                    | Juan Pablo Vallecillo          | Cristian Javier Simari Birkner |
| 03.10.2019 | Corralco (CHI)       | Abfahrt      | Henrik von Appen               | Cristian Javier Simari Birkner | Simon Breitfuss Kammerlander   |
| 04.10.2019 | Corralco (CHI)       | Kombination  | Cristian Javier Simari Birkner | Henrik von Appen               | Simon Breitfuss Kammerlander   |
| 04.10.2019 | Corralco (CHI)       | Abfahrt      | Cristian Javier Simari Birkner | Henrik von Appen               | Sven von Appen                 |
| 04.10.2019 | Corralco (CHI)       | Abfahrt      | Cristian Javier Simari Birkner | Juan Pablo Vallecillo          | Henrik von Appen               |
| 05.10.2019 | Corralco (CHI)       | Kombination  | Henrik von Appen               | Simon Breitfuss Kammerlander   | Cristian Javier Simari Birkner |
| 05.10.2019 | Corralco (CHI)       | Super-G      | Henrik von Appen               | Sven von Appen                 | Simon Breitfuss Kammerlander   |
| 05.10.2019 | Corralco (CHI)       | Super-G      | Henrik von Appen               | Andres Figueroa                | Simon Breitfuss Kammerlander   |

## Podestplatzierungen Damen
| Datum      | Ort                  | Disziplin    | 1. Platz                | 2. Platz                   | 3. Platz                   |
| ---------- | -------------------- | ------------ | ----------------------- | -------------------------- | -------------------------- |
| 05.08.2019 | Cerro Catedral (ARG) | Riesenslalom | Mialitiana Clerc        | María Belén Simari Birkner | Mia Saglia                 |
| 08.08.2019 | Cerro Catedral (ARG) | Slalom       | Mialitiana Clerc        | Macarena Simari Birkner    | Jelena Jakowischina        |
| 12.08.2019 | El Bolsón (ARG)      | Slalom       | Mialitiana Clerc        | Jana Suau                  | Macarena Simari Birkner    |
| 15.08.2019 | Chapelco (ARG)       | Riesenslalom | Jelena Jakowischina     | Jana Suau                  | Samantha McCellan          |
| 17.09.2019 | Cerro Castor (ARG)   | Slalom       | Doriane Escané          | Roberta Midali             | Nicole Good                |
| 18.09.2019 | Cerro Castor (ARG)   | Riesenslalom | Lindy Etzensperger      | Roberta Midali             | Riikka Honkanen            |
| 25.08.2019 | Antillanca (CHI)     | Riesenslalom | Sarah Schleper          | Mialitiana Clerc           | Jelena Jakowischina        |
| 27.08.2019 | Antillanca (CHI)     | Slalom       | Macarena Simari Birkner | María Belén Simari Birkner | Mialitiana Clerc           |
| 03.10.2019 | Corralco (CHI)       | Abfahrt      | Jelena Jakowischina     | Mialitiana Clerc           | Macarena Simari Birkner    |
| 04.10.2019 | Corralco (CHI)       | Kombination  | Jelena Jakowischina     | Mialitiana Clerc           | Macarena Simari Birkner    |
| 04.10.2019 | Corralco (CHI)       | Abfahrt      | Jelena Jakowischina     | Macarena Simari Birkner    | Mialitiana Clerc           |
| 04.10.2019 | Corralco (CHI)       | Abfahrt      | Jelena Jakowischina     | Macarena Simari Birkner    | María Belén Simari Birkner |
| 05.10.2019 | Corralco (CHI)       | Kombination  | Jelena Jakowischina     | Macarena Simari Birkner    | Mialitiana Clerc           |
| 05.10.2019 | Corralco (CHI)       | Super-G      | Jelena Jakowischina     | Macarena Simari Birkner    | Mialitiana Clerc           |
| 05.10.2019 | Corralco (CHI)       | Super-G      | Jelena Jakowischina     | Macarena Simari Birkner    | Mialitiana Clerc           |